# Transmissió en sèrie

Transmissió de dades en sèrie i en paral·lel de 01001011 ₂. La seqüència de bits estàndard és el primer bit menys significatiu (D _{0} a D _{7} en ordre creixent). D _{0} es rep primer per transmissió en sèrie. Tots els bits es reben simultàniament mitjançant transmissió en paral·lel.

En telecomunicacions i transmissió de dades, la transmissió en és el procés d'enviament de dades un bit alhora, seqüencialment, a través d'un canal de comunicació o bus informàtic. Això contrasta amb la transmissió en paral·lel, amb la qual s'envien diversos bits com un tot, en un enllaç amb diversos canals paral·lels i en què les informacions a transmetre no s'han de tallar abans de ser enviades —atès que hi ha almenys tantes línies de comunicació disponibles com bits per transmetre la informació.
La transmissió en sèrie s'utilitza per a totes les comunicacions de llarg recorregut i la majoria de xarxes informàtiques, on el cost del cable i les dificultats de sincronització fan que la transmissió en paral·lel sigui poc pràctica. Els busos d'ordinador sèrie són cada cop més comuns fins i tot a distàncies més curtes, ja que la integritat del senyal i les velocitats de transmissió millorades en les noves tecnologies sèrie han començat a superar l'avantatge de la simplicitat del bus paral·lel (sense necessitat de serialitzador i desserialitzador, o SerDes) i a superar els seus desavantatges (desviació del rellotge, densitat d'interconnexió). La migració de PCI a PCI Express és un exemple.

## Cables

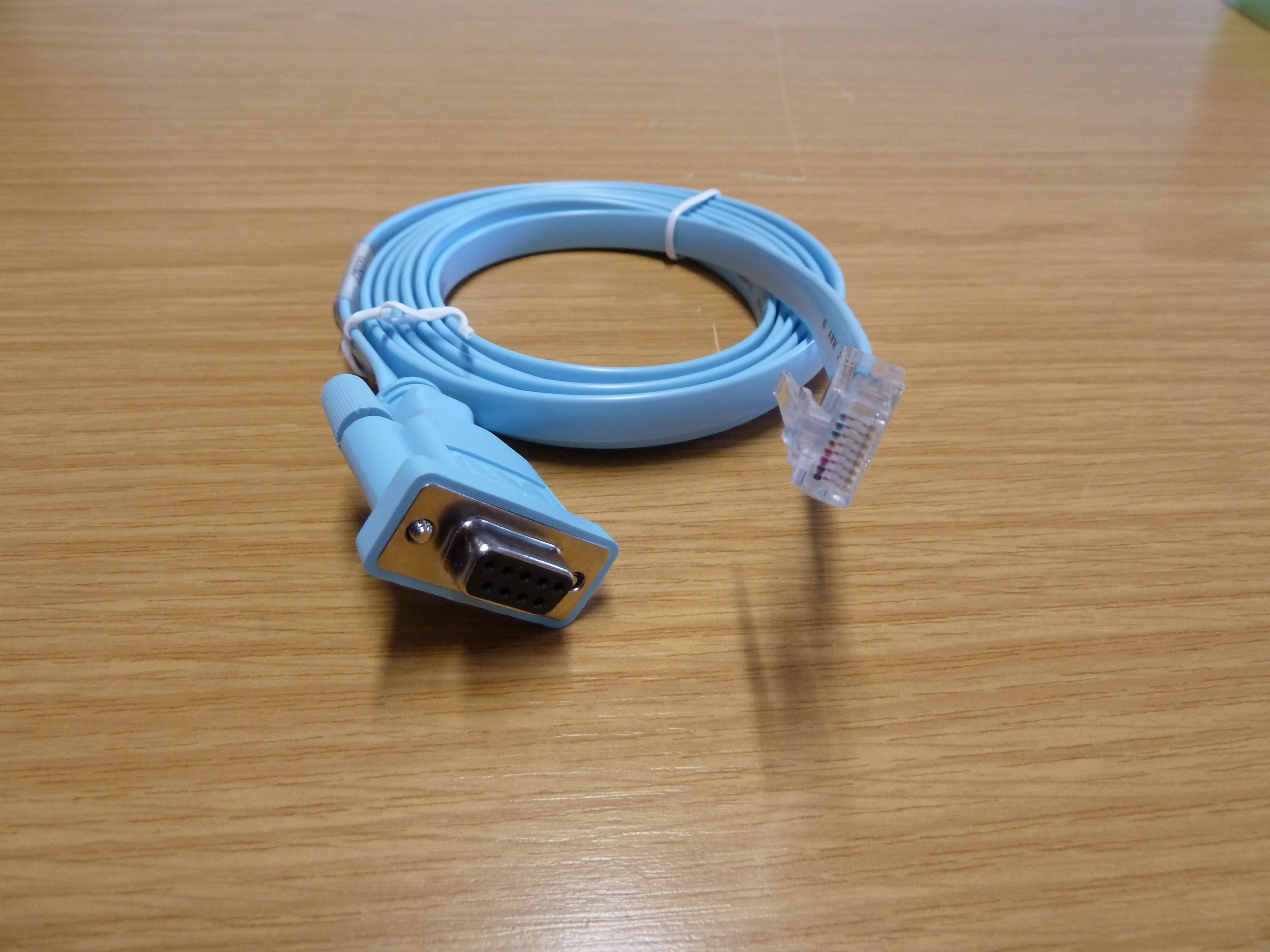
Un cable de transmissió de Cisco que utilitza l'estàndard 8P8C Yost

Molts sistemes de transmissió en sèrie es van dissenyar originalment per transferir dades a distàncies relativament grans mitjançant algun tipus de cable de dades .
Pràcticament, totes les comunicacions de llarga distància transmeten dades d'un bit a la vegada, més que en paral·lel, perquè redueix el cost del cable. Els cables que porten aquestes dades (que no siguin «el» cable en sèrie) i els ports de l'ordinador als quals connecten s'acostumen a denominar amb un nom més específic, per reduir la confusió.
Els cables i els ports del teclat i del ratolí són gairebé invariablement sèrie, com ara el port PS/2, Apple Desktop Bus i USB.
Els cables que transporten vídeo digital també són majoritàriament sèrie, com ara cable coaxial connectat a un port HD-SDI, una càmera web connectada a un port USB o port FireWire, cable Ethernet que connecta una càmera IP a un port Power over Ethernet, FPD-Link, línies telefòniques digitals (ex. RDSI), etc.
Altres cables i ports d'aquest tipus, que transmeten dades un bit alhora, inclouen Serial ATA, Serial SCSI, cable Ethernet connectat als ports Ethernet, el canal de dades de visualització que utilitza pins reservats prèviament del connector VGA o el port DVI o el port HDMI.

## Targeta sèrie

Connector RS-232 (variant D-Sub DB-25)

Molts sistemes de transmissió en sèrie estaven dissenyats generalment per connectar dos circuits integrats a la mateixa placa de circuit imprès, connectats per traces de senyal en aquesta placa (en lloc de cables externs). L'avantatge de la comunicació sèrie és de demanar mitjans de transmissió més febles que una transmissió en paral·lel que transmeti la mateixa informació, ja que aquesta última pot transmetre tants bits com els que componen la informació, mentre que la primera se satisfà amb qualsevol nombre de bits (fins i tot un sol). D'altra banda, una sèrie de problemes sorgeixen amb la transmissió d'un gran nombre de bits en paral·lel, com els problemes d'interferència o dessincronització.
Els circuits integrats són més cars quan tenen més pins. Per reduir el nombre de pins en un paquet, molts circuits integrats utilitzen un bus sèrie per transferir dades quan la velocitat no és important. Alguns exemples d'aquests busos sèrie de baix cost inclouen RS-232, SPI, I²C, UNI/O, 1-Wire i PCI Express.

## Serial vs. paral·lel

Estructura de caràcters estàndard per a la comunicació de dades asíncrona que consta de 10 elements per a un caràcter ASCII de 7 bits

Els enllaços de transmissió, a través dels quals els ordinadors (o parts d'ordinadors) es comuniquen entre ells, poden ser sèrie o en paral·lel. Un enllaç paral·lel transmet diversos fluxos de dades simultàniament al llarg de diversos canals (per exemple, cables, pistes de circuit imprès o fibres òptiques); mentre que, un enllaç en sèrie només transmet un sol flux de dades. Tot i que un enllaç en sèrie pot semblar inferior a un de paral·lel, ja que pot transmetre menys dades per cicle de rellotge, sovint es dona el cas que els enllaços en sèrie es poden registrar considerablement més ràpid que els enllaços paral·lels per aconseguir una velocitat de dades més alta.
Diversos factors permeten que la sèrie es sincronitzi a una velocitat més alta:
- La desviació del rellotge entre diferents canals no és un problema (per a enllaços de transmissió en sèrie asíncrons sense rellotge).
- Un enllaç en sèrie requereix menys cables d'interconnexió (per exemple, cables/fibres) i, per tant, ocupa menys espai. L'espai addicional permet un millor aïllament del canal del seu entorn.
- La diafonia és un problema menor, perquè hi ha menys conductors a prop.
- Els pressupostos per a l'ús d'energia, la dissipació d'energia, el cost del cable, el cost dels components, l'àrea de matriu IC, l'àrea de la placa de PC, la protecció ESD, etc. es poden centrar en un únic enllaç.

En molts casos, la implementació en sèrie és més barata que en paral·lel. Molts circuits integrats tenen interfícies en sèrie, a diferència de les paral·leles, de manera que tenen menys pins i, per tant, són menys costosos.

## Exemples d'arquitectures
- ARINC 818 Avionics Digital Video Bus
- Atari SIO (Joe Decuir acredita el seu treball a Atari SIO com a base d'USB)
- Comunicacions sincròniques binàries BSC - Comunicacions sincròniques binàries
- CAN Bus de vehicles de xarxa d'àrea de control
- ccTalk S'utilitza en la indústria de transaccions de diners i punts de venda
- CoaXPress protocol de càmera industrial sobre Coax
- DMX512 control de la il·luminació teatral
- Ethernet
- Fibre Channel (alta velocitat, per connectar ordinadors a dispositius d'emmagatzematge massiu)
- FireWire
- HDMI
- HyperTransport
- InfiniBand (molt alta velocitat, àmpliament comparable en abast a PCI)
- I²C bus sèrie multipunt
- MIDI control d'instruments musicals electrònics
- MIL-STD-1553A/B
- Codi Morse telegrafia
- PCI Express
- Profibus
- RS-232 (de baixa velocitat, implementat per port sèries)
- RS-422 bus sèrie multipunt
- RS-423
- RS-485 bus sèrie multimaster multipunt
- SDI-12 protocol de sensor industrial
- SERCOM
- Serial ATA
- Serial Attached SCSI
- Shift Register amb configuració d'entrada i sortida de sèrie
- SONET i SDH (telecomunicació d'alta velocitat per fibres òptiques)
- SpaceWire Xarxa de comunicació de naus espacials
- SPI
- T-1, E-1 i variants (telecomunicació d'alta velocitat sobre parells de coure)
- Bus sèrie universal (per connectar perifèrics a ordinadors)
- UNI/O bus sèrie multipunt
- 1-Wire bus sèrie multipunt